# Jesús Rodríguez Caraballo
Jesús Rodríguez Caraballo (Alcalá de Guadaíra, Sevilla, 21 de noviembre de 2005) es un futbolista español que juega en el Como 1907 de la Serie A de Italia. 
Formado en la cantera del equipo bético, figura inscrito como jugador del Betis Deportivo Balompié. En la temporada 2024-25 ha debutado con el primer equipo en Primera División, en la Copa del Rey y en la Liga Conferencia de la UEFA. Formó parte de la selección española sub-19 en el Campeonato Europeo de la UEFA 2024, cuando el conjunto se proclamó campeón en la ciudad de Belfast.

## Carrera futbolística

### Real Betis
Llegó a la cantera del Real Betis en 2021 en su primer año como juvenil, después de haber formado parte del Sevilla F. C. en su período como alevín. Promocionó al Betis Deportivo en la temporada 2023-24, siendo uno de los artífices del ascenso del filial a Primera Federación.
Comenzó a participar en los entrenamientos del primer equipo en mayo de 2024. En ese verano, estaba previsto que realizara la pretemporada a las órdenes de Manuel Pellegrini, pero su participación con la selección sub-19 en el Campeonato de Europa le impidió incorporarse a la dinámica del conjunto verdiblanco hasta ya iniciada la temporada. En septiembre de 2024 amplió su vinculación con el club de Heliópolis hasta 2029.
En la temporada 2024-25, el entrenador Manuel Pellegrini lo integró de manera continua en la dinámica del primer equipo, participando en la mayoría de las convocatorias de las tres competiciones en juego y llegando a estrenarse en partido oficial en octubre de 2024, en la primera ronda de la Copa del Rey, partido en el que dio su primera asistencia de gol con el equipo, frente al Club Deportivo Gévora.
Debutó en Primera División en diciembre de 2024, en la jornada 15, partiendo como titular frente a la Real Sociedad en el Reale Arena y marcó su primer tanto en el encuentro de la jornada 20 disputado frente al Deportivo Alavés en el Estadio Benito Villamarín el 18 de enero de 2025.

### Como 1907
El 2 de julio de 2025 marchó traspasado al Como 1907 de Italia.

## Estadísticas
| Club                | División       | Temporada     | Liga  | Liga  | Copa del Rey | Copa del Rey | Copas internacionales | Copas internacionales | Total | Total |
| Club                | División       | Temporada     | Part. | Goles | Part.        | Goles        | Part.                 | Goles                 | Part. | Goles |
| ------------------- | -------------- | ------------- | ----- | ----- | ------------ | ------------ | --------------------- | --------------------- | ----- | ----- |
| Betis Beportivo     | 2.ª Federación | 2023–24       | 24    | 7     | —            | —            | —                     | —                     | 24    | 7     |
| Betis Beportivo     | 1.ª Federación | 2024–25       | 12    | 2     | —            | —            | —                     | —                     | 12    | 2     |
| Betis Beportivo     | Total          | Total         | 36    | 9     | —            | —            | —                     | —                     | 36    | 9     |
| Real Betis Balompié | 1.ª División   | 2024–25       | 21    | 2     | 3            | 0            | 8                     | 1                     | 32    | 3     |
| Real Betis Balompié | Total          | Total         | 21    | 2     | 3            | 0            | 8                     | 1                     | 32    | 3     |
| Total carrera       | Total carrera  | Total carrera | 57    | 11    | 3            | 0            | 8                     | 1                     | 68    | 12    |

## Títulos
| Título          | Club (*) | Sede              | Año  |
| --------------- | -------- | ----------------- | ---- |
| Eurocopa sub-19 | España   | Irlanda del Norte | 2024 |